# Sonetos de Shakespeare

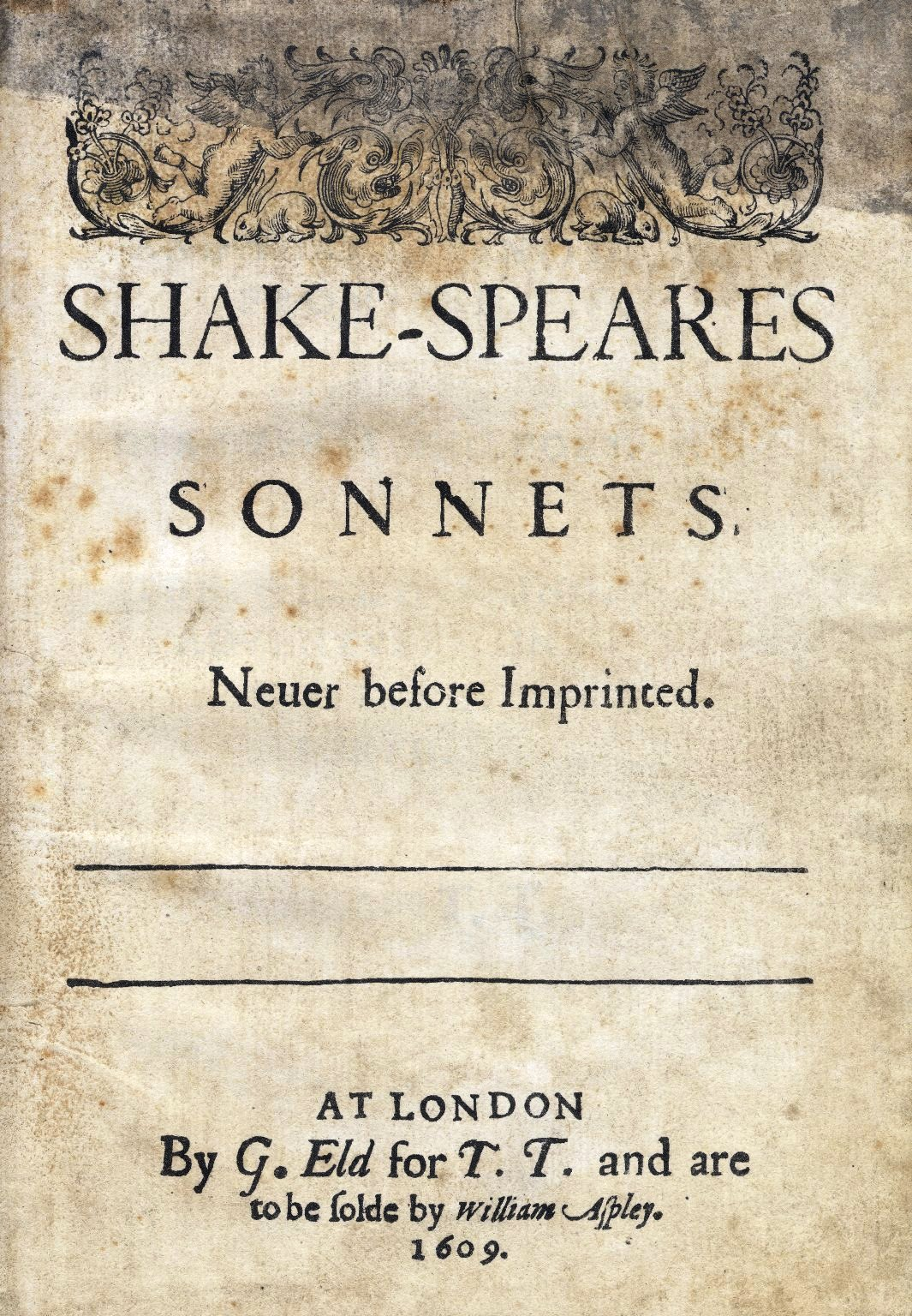
Página de Shakespeare's Sonnets (1609).

Os Sonetos de Shakespeare perfazem um conjunto de 154 poemas publicados em 1609, embora as datas de composição sejam imprecisas. Eles tratam de assuntos como amor, beleza, política e mortalidade.
Dos 154 sonetos, dois deles fogem do padrão do soneto: 
- O soneto 99 apresenta 15 versos[nota 1];
- O soneto 126 contém apenas 12 versos apresentados em 6 dísticos, ficando, pois, fora da característica principal e imutável do soneto, de ter 14 versos.[1]

Quanto à métrica, usou decassílabos e no ritmo usou predominantemente o iambo, principalmente o pentâmetro iâmbico, exceto no Soneto 145, onde apresentou octossílabos em tetrâmetro iâmbico.

## Traduções

### No Brasil
Traduções completas
- Jorge Wanderley traduziu integralmente os 154 sonetos em 1991, em publicação da Civilização Brasileira;
- Milton Lins, em 2005, publicou no Recife a tradução dos 154 sonetos;[1]
- José Arantes Júnior concluiu, em 2007, os 154 sonetos, publicando-os em 2010;[nota 2]
- Thereza Christina Rocque da Motta;[3]
- Jerônimo de Aquino;
- Oscar Mendes.

Traduções parciais
- Ivo Barroso traduziu 50 sonetos em publicação da Editora Nova Fronteira;
- Péricles Eugênio da Silva Ramos Traduziu 45 sonetos editados atualmente pela Hedra;
- Bárbara Heliodora, especialista neste autor, traduziu 30 sonetos, que foram publicados pela Editora Nova Fronteira;
- Renata Cordeiro traduziu os primeiros 17 sonetos pela Landy;

### Em Portugal
- Vasco Graça Moura traduziu os 154 sonetos de Shakespeare para o português.
- Maria do Céu Saraiva Jorge também traduziu os 154 sonetos de Shakespeare para o português.[1]
- Ênio Ramalho traduziu os sonetos para o português em edição da Lello e irmãos.